# Banho de floresta

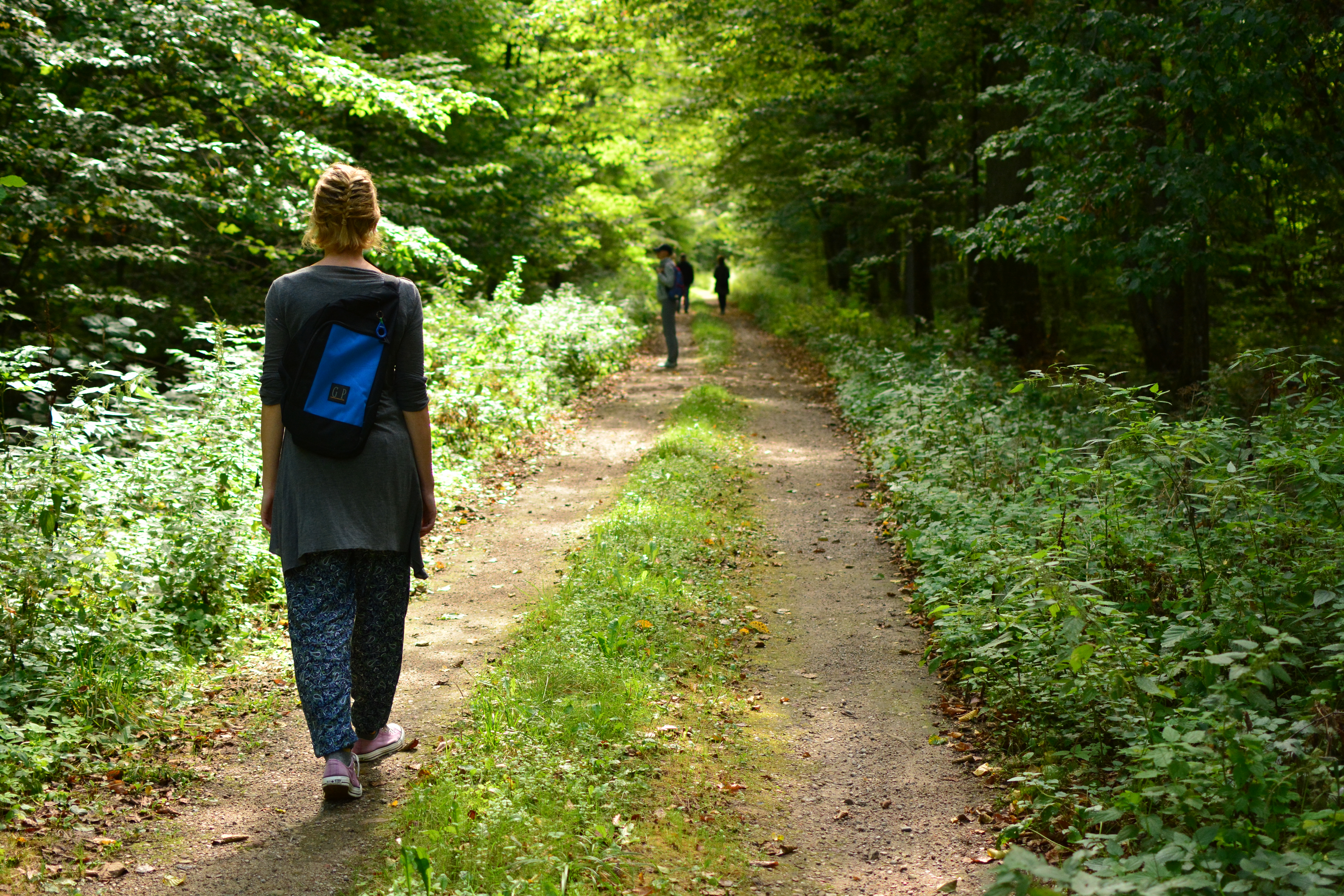
Shinrin-yoku na Floresta de Białowieża, Polónia

Banho de floresta (em japonês e mandarim: 森林 浴 shinrin-yoku; em coreano: 산림욕 sanlimyok), também conhecido como shinrin-yoku ou silvoterapia, é a prática de "absorver a atmosfera da floresta", passando tempo dentro dela e interagindo com a mesma através de todos os sentidos com o objetivo de obter um bem-estar ou um benefício para a saúde sobre diversas patologias. É uma prática naturopática popular principalmente no Japão e no Extremo Oriente.
Inclui um grande número de hipóteses, algumas comprovadas (por exemplo, efeito tranquilizante), outras mais próximas da medicina alternativa (por exemplo, cura espiritual). Os tratamentos consistem no assentamento de pessoas convalescentes ou doentes (em particular vítimas de doenças pulmonares) nas florestas. O princípio da silvoterapia baseia-se na possibilidade da existência de um tratamento curativo em particular através da respiração de fitoncidas, compostos voláteis antimicrobianos emitidos no ar pelas árvores (terpenóides, pinenos, borneol, linalol, limonenos) ou outros princípios ativos naturais presentes nas florestas (fitoterapia, aromaterapia e gemoterapia florestal).

## História

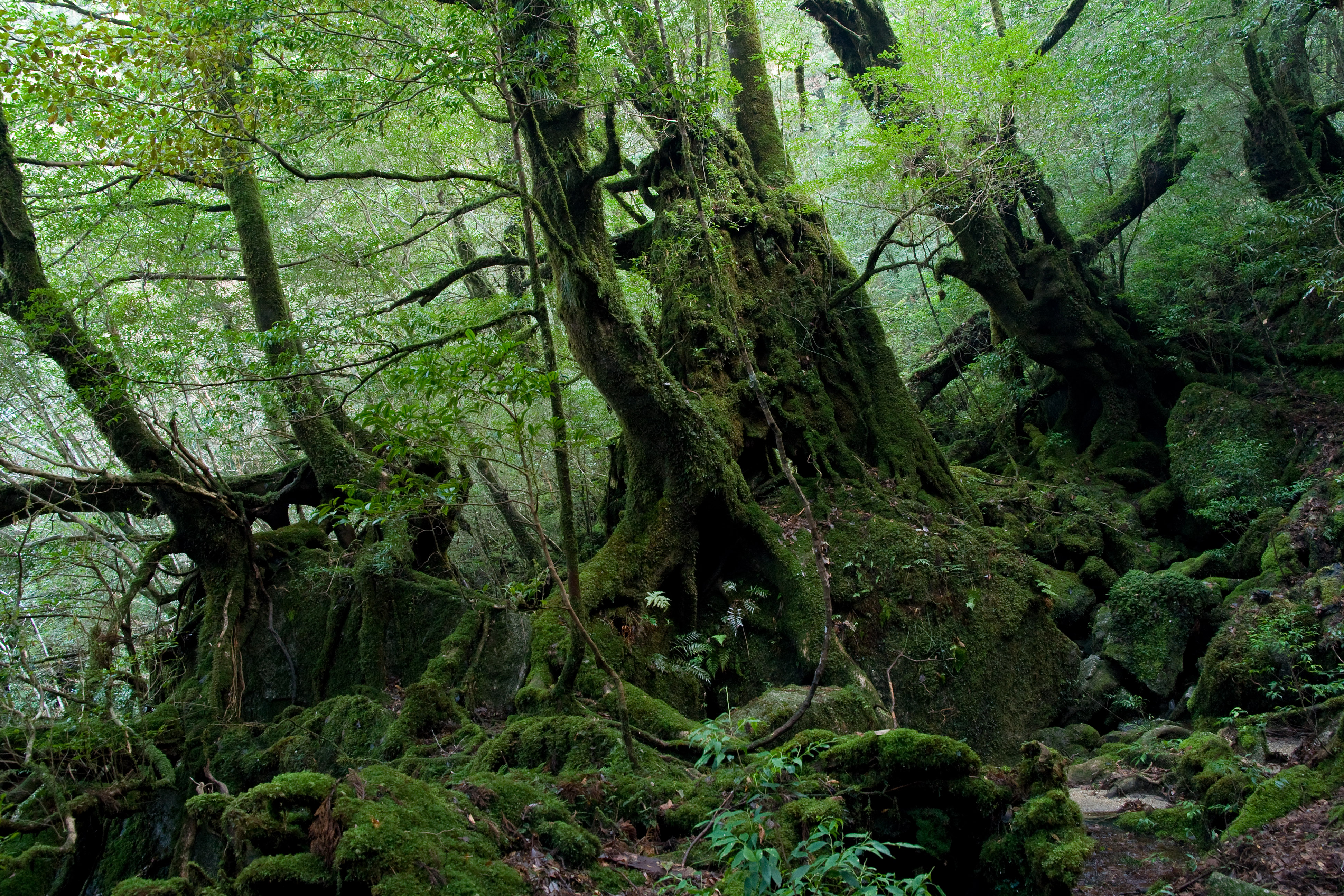
Nas florestas de Yakushima, Japão, experimentos científicos sobre banhos de floresta foram conduzidos por Yoshifumi Miyazaki desde 1990

A medicina antiga já atribuía propriedades curativas às árvores. Plínio, o Velho, afirmou com certeza “que o cheiro da floresta onde se coleta piche e resina é extremamente benéfico para os tuberculosos e para aqueles que, após uma longa enfermidade, têm dificuldade de se recuperar".
Na Idade Média, os terpenóides presentes na atmosfera da floresta, em particular as coníferas, na forma de oleorresinas (esses metabolitos secundários encontrados na cânfora e na terebintina, são defesas químicas das plantas contra os herbívoros) contribuem para o tratamento concreto dos corpos enfermos nas famílias (analgésico, sedativo, broncodilatador, antitussígeno, anti-inflamatório, antibiótico e relaxante). Curas silváticas foram desenvolvidas em certos países por vários séculos, e mais particularmente no século XIX e início do século XX para pacientes com tuberculose em florestas temperadas ou nórdicas. Sanatórios (e seu solário) e vários tipos de centros de saúde são instalados em ambientes florestais ou lacustres onde o programa terapêutico envolve longas caminhadas no pinhal.
Em 1982 a Agência Florestal do Japão [jp] propôs pela primeira vez integrar o Shinrin-yoku nas recomendações para um estilo de vida saudável. Em 2012, o Dr. Qing Li e vários de seus colegas fundaram uma nova disciplina chamada "silvoterapia" (medicina florestal), uma ciência interdisciplinar "que se enquadra nas categorias de medicina alternativa, ambiental e preventiva, e que cobre os efeitos dos ambientes florestais na saúde humana.
Em 2020 no Japão, “existem 65 bases de terapia florestal certificadas pela associação japonesa Forest Therapy Society (森林セラピーソサエティー), que também é o organismo certificador para guias de terapia florestal e terapeutas florestais, com cargos como controle médico, sob a supervisão da Universidade de Chiba e Escola de Medicina de Nippon em Tóquio.

## Efeito tranquilizante
O Instituto de Pesquisa de Produtos Florestais do Japão mostra em um estudo que o sangue das pessoas que caminhavam na floresta contém níveis muito mais baixos de cortisol do que o das pessoas que caminhavam a mesma distância na cidade. Esse hormônio é considerado um dos principais hormônios do estresse. Além disso, os pesquisadores também mediram a atividade mais baixa no lobo pré-frontal do cérebro, um sinal de um estado avançado de relaxamento. O tom verde do ambiente parece promover a cura; Roger Ulrich, que estuda o comportamento humano na Texas A&M University, observa que os pacientes se curam mais rápido quando seu quarto fica de frente para um espaço verde: eles precisam de menos analgésicos e sofrem menos náuseas. A presença de grandes plantas verdes também parece ter um efeito antiestresse, e algumas foram mostradas em laboratório como sendo muito eficazes na absorção ou decomposição de muitos poluentes urbanos ou do ar interno.

## Avaliação de risco científico
A silvoterapia é considerada por alguns cientistas como uma “fraude médica” ou de forte dimensão cultural no Japão, não necessariamente reproduzível em outros lugares. Outros acreditam que é a atividade física envolvida em uma caminhada na floresta, e não o próprio ambiente, que explica os efeitos positivos ou alerta sobre certos riscos para quem a pratica (doença de Lyme por exemplo).
O promotor dessa terapia, o próprio Georges Plaisance, especifica que a cura silvestre pode ser um complemento de outra cura ou uma pós-cura, e é antes de tudo um medicamento preventivo em um contexto de poluição do ar que atinge áreas urbanas e industriais.
Estudos realizados principalmente por cientistas japoneses (em torno do imunologista Qing Li em particular, com o shinrin yoku), mas também coreanos ou chineses, tendem, pelo contrário, a concluir que a silvotetapia apresenta vários aspectos benéficos, com efeitos notáveis na saúde mental e cardiovascular, nos níveis de açúcar no sangue, no sistema imunitário ou mesmo no estresse. Parte dessa tendência também inclui a floresta como fonte de alimento (da caça às plantas, incluindo cogumelos) ou de suplementos nutricionais (seiva, súber, gomos, folhas, pólen, voltas de ribeira, etc.).